# Петрињано Бивио (Терамо)
Петрињано Бивио (итал. Petrignano Bivio) је насеље у Италији у округу Терамо, региону Абруцо.
Према процени из 2011. у насељу је живело 87 становника. Насеље се налази на надморској висини од 238 м.